# Friedhof Hajongard

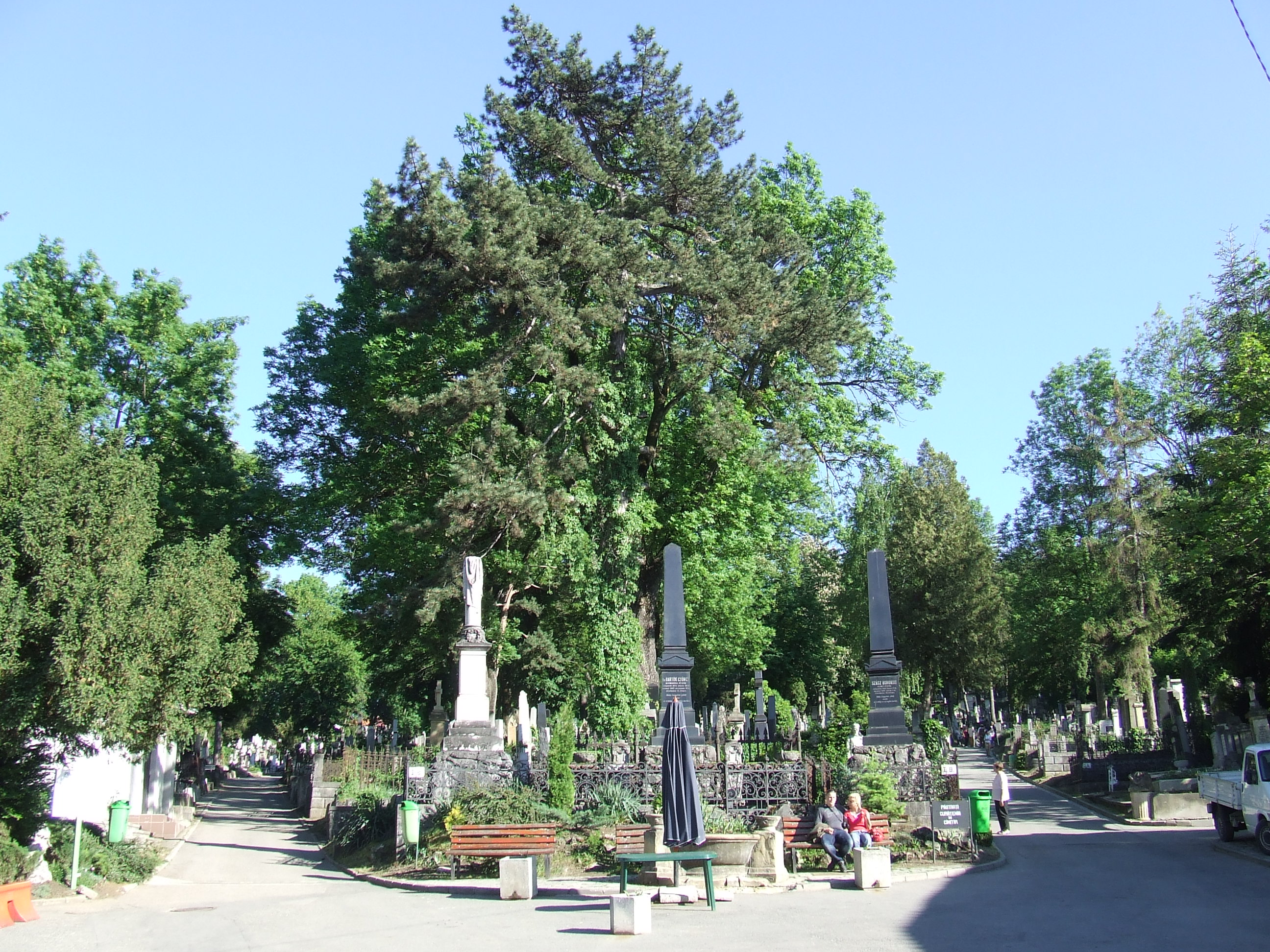
Ansicht am Eingang des Friedhofs

Der Friedhof Hajongard, auch Friedhof Házsongárd genannt, (rumänisch Cimitirului Hajongard oder Cimitirului Central, ungarisch Házsongárdi temető, deutsch historisch Friedhof Hasengarten) ist ein im Jahr 1585 eröffneter Friedhof in der rumänischen Stadt Cluj-Napoca (deutsch Klausenburg, ungarisch Kolozsvár). Er wird aufgrund zahlreicher Gräber ungarischer, siebenbürgisch-sächsischer und rumänischer Persönlichkeiten auch Pantheon Siebenbürgens genannt.

## Geschichte
Nach Ausbruch der Pestepidemie konnten die vielen Toten nicht mehr innerhalb der Stadtmauern beerdigt werden. Infolgedessen beschloss der Stadtrat am 11. Mai 1585 die Eröffnung eines Friedhofs auf einem ehemals zum Anbau von Wassermelonen genutzten Feld außerhalb der Stadt. Seinen Namen erhielt der Friedhof vom deutschen Wort Hasengarten oder Haselgarten, das ursprünglich einen Hang südlich des Friedhofs bezeichnete. Von Beginn an wurden hier Menschen unabhängig von deren Religion beerdigt. Einzige Ausnahme bildet ein ehemals eigenständiger lutheranischer Friedhof, der 1739 angegliedert wurde. Im Osten des Friedhofs entstand zudem im 19. Jahrhundert ein jüdischer Begräbnisplatz. Der Friedhof wurde im Laufe der Jahre auf heute insgesamt 14 Hektar erweitert und hat seit 2004 den Status eines Kulturdenkmals.

## Bekannte hier bestattete Personen

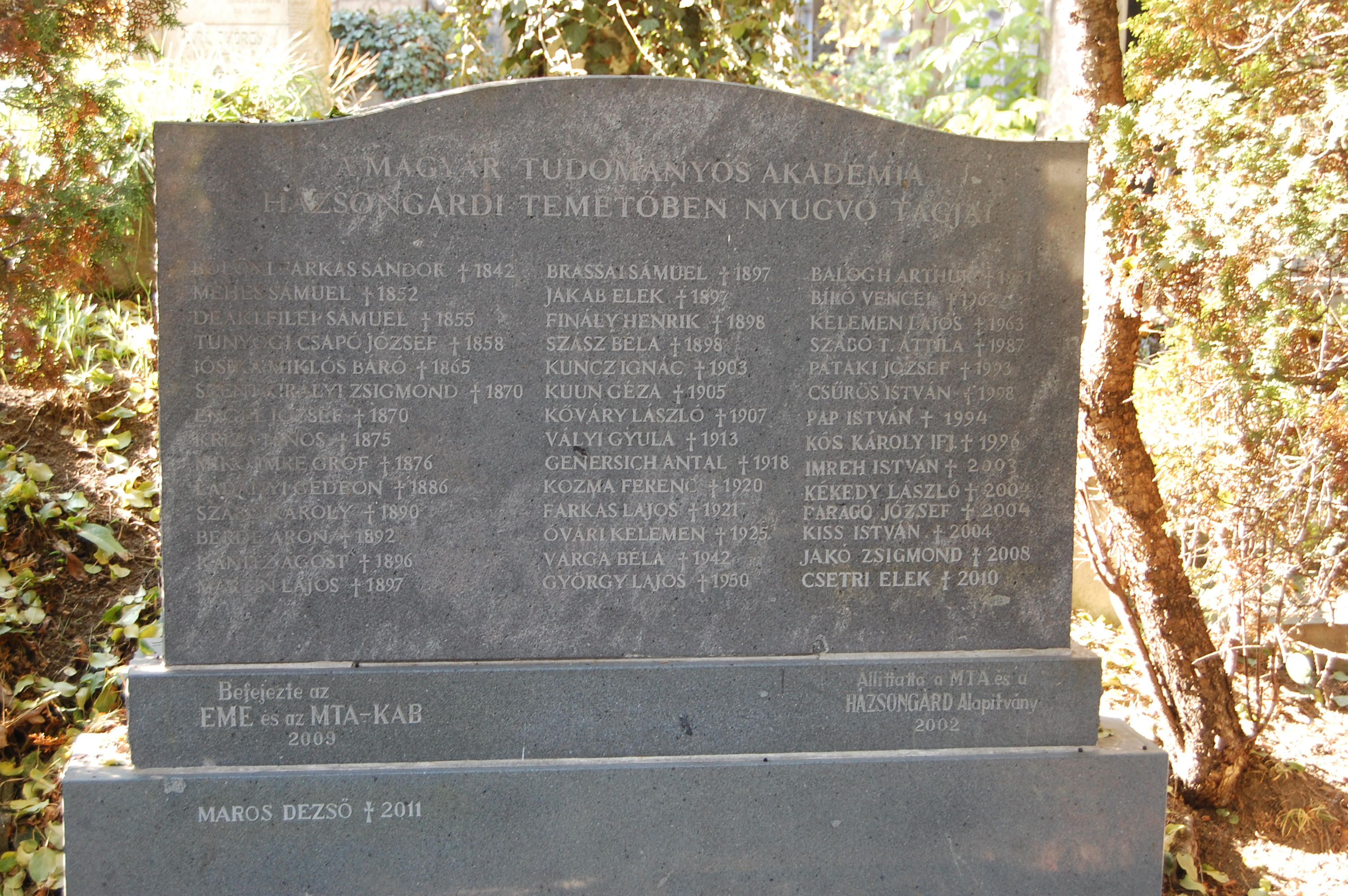
Gedenktafel für die hier bestatteten Mitglieder der Ungarischen Akademie der Wissenschaften

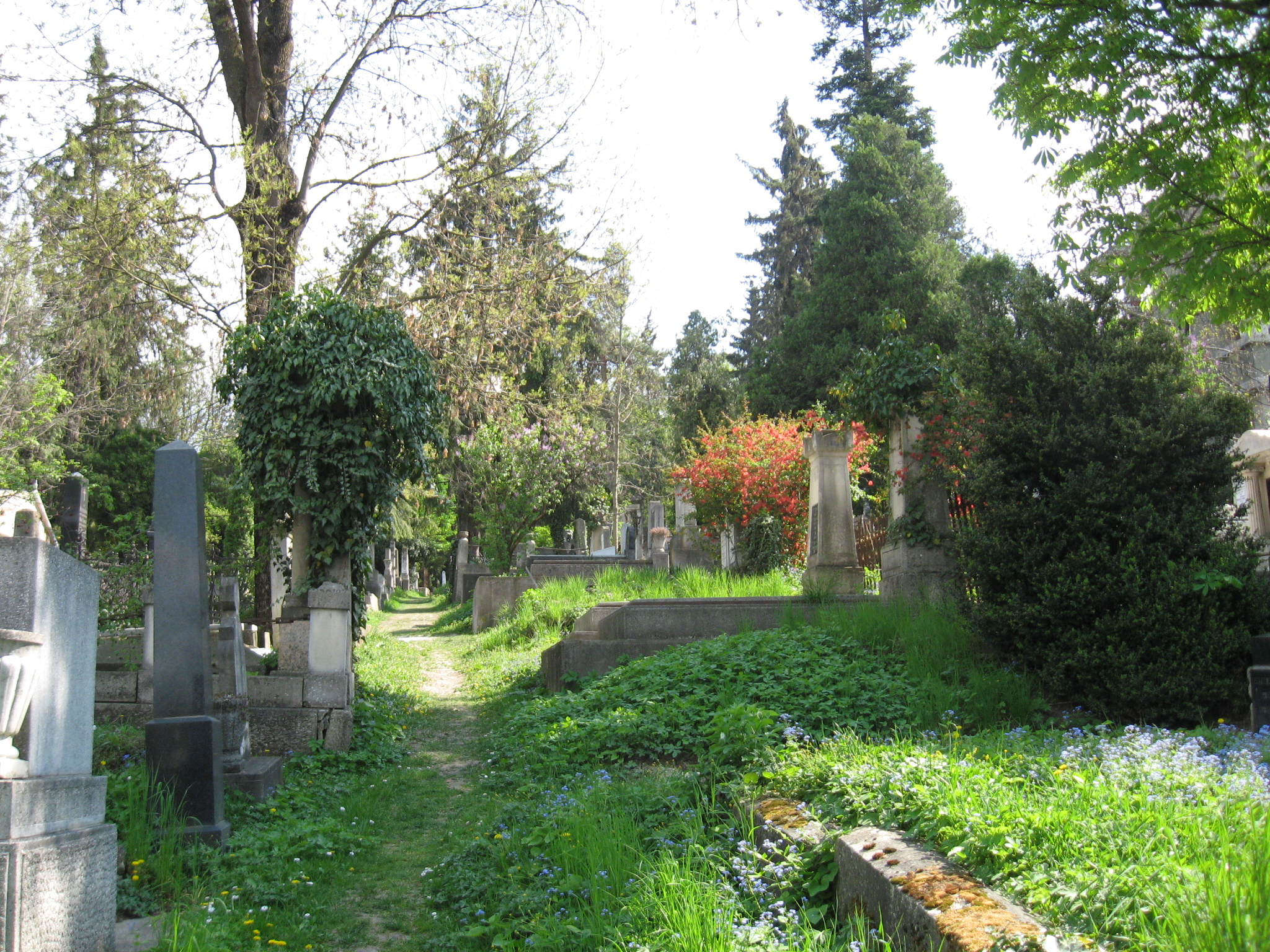
Weg im lutheranischen Teil des Friedhofs

- Ion Agârbiceanu (1882–1963), rumänischer Schriftsteller
- Gheorghe Avramescu (1888–1945), rumänischer Offizier
- János Apáczai Csere (1625–1659), ungarischer Philosoph und Pädagoge
- Miklós Bánffy (1873–1950), ungarischer Politiker und Autor
- Sámuel Brassai (~1800–1897), siebenbürgisch-sächsischer Sprachwissenschaftler
- Constantin Daicoviciu (1898–1973), rumänischer Historiker
- Nándor Deák (1883–1947), ungarisch-rumänischer Maler
- George Dima (1847–1925), rumänischer Komponist
- Jenő Janovics (1872–1945), ungarischer Filmpionier
- Miklós Jósika (1794–1865), ungarischer Romanschriftsteller
- Sámuel Jósika (1848–1923), ungarischer Politiker und Minister
- Károly Kós (1883–1977), ungarischer Architekt
- Imre Mikó (1805–1876), ungarischer Politiker, Minister und Historiker
- Ștefan Péterfi (1906–1978), rumänischer Botaniker, Hochschullehrer und Politiker
- Demeter Popovici (1859–1927), rumänischer Opernsänger
- Emil Racoviță (1868–1947), rumänischer Biologe und Botaniker